# 12. pařížský obvod
12. pařížský obvod (francouzsky 12e arrondissement de Paris) též nazývaný obvod Reuilly (Arrondissement de Reuilly) je městský obvod v Paříži. V obvodu sídlí francouzské ministerstvo financí, jehož budova na břehu Seiny je jednou z místních dominant. Obvod je pojmenován po bývalé osadě Reuilly, která zanikla při rozšíření pařížského předměstí Faubourg Saint-Antoine. Jméno se udrželo i v názvu ulice Rue de Reuilly a rovněž zdejší stanice metra. Do 12. obvodu patří i Vincenneský lesík na jihovýchodě. Tento park se však nepovažuje za součást vnitřní Paříže, neboť není obydlený a nachází se až za boulevardem périphérique.

## Historie
V tomto obvodu byly nalezeny nejstarší stopy lidského osídlení na území Paříže. Při stavebních pracích ve čtvrti Bercy byly objeveny na levém břehu bývalého ramene Seiny pozůstatky vesnice ze 4. a 3. století př. n. l. Našly se zde monoxyl, šíp a luk a nástroje z kostí a kamene.
Samotný 12. obvod vznikl v roce 1860, kdy se součástí Paříže staly čtvrtě Bel-Air a Picpus), které dříve patřily k sousední obci Saint-Mandé.

## Poloha
12. obvod leží na pravém břehu Seiny, která tvoří jeho západní hranici se 13. obvodem, na severozápadě jej odděluje od 4. obvodu Boulevard Bourdon a Place de la Bastille, na severu tvoří hranici s 11. obvodem ulice Rue du Faubourg Saint-Antoine a s 20. obvodem ulice Cours de Vincennes, na východě a jihovýchodě sousedí s městem Vincennes.

## Demografie
V roce 2009 měl obvod 143 128 obyvatel a hustota zalidnění činila 22 469 obyvatel na km2. O deset let dříve zde žilo 136 591 osob, což znamená 6,2% pařížské populace.

## Politika a správa
Radnice 12. obvodu se nachází na Avenue Daumesnil č. 130. Současnou starostkou je od roku 2001 Michèle Blumenthal za Socialistickou stranu.
12. obvod má v pařížské městské radě deset zástupců. Od roku 2008 jimi jsou Michèle Blumenthal, Christian Sautter, Sandrine Charnoz, Jean-Louis Missika, Karen Taieb, Alexis Corbière, Catherine Vieu-Charier, Christophe Najdovski za koalici PS/PCF/MRC/Zelení a Jean-Marie Cavada a Christine Lagarde za koalici UMP/Nový střed/Avenir démocrate.

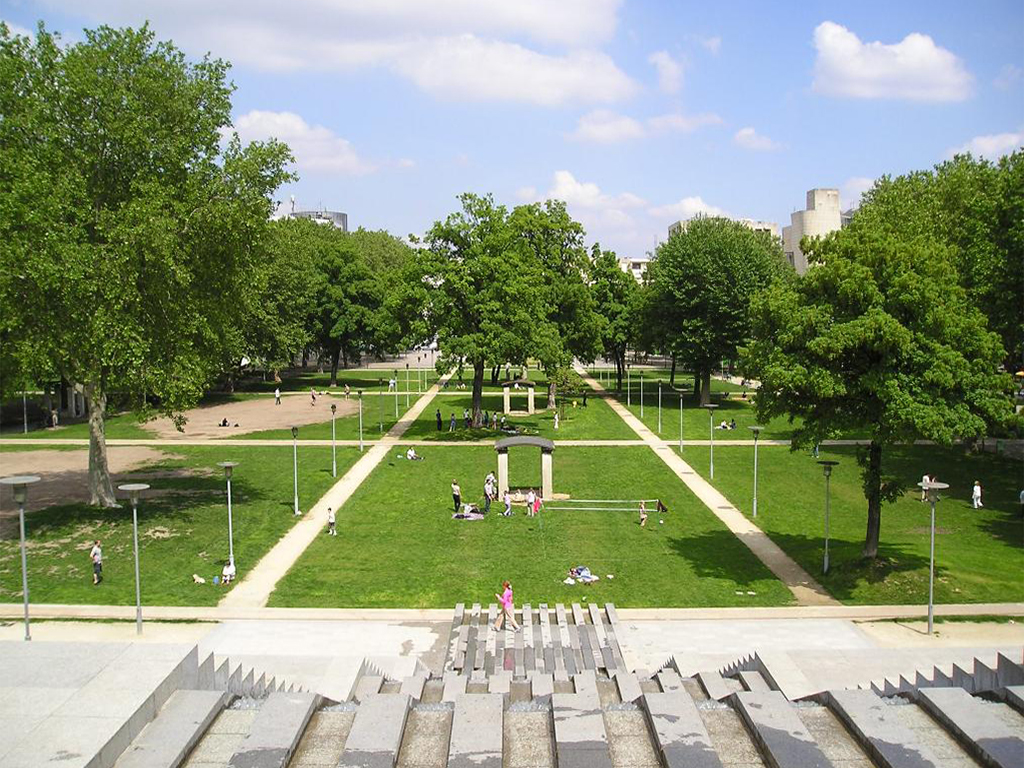

## Městské čtvrti
Tento obvod se dělí na následující administrativní celky:
- Quartier du Bel-Air
- Quartier de Picpus
- Quartier de Bercy
- Quartier des Quinze-Vingts

Podle oficiálního číslování pařížských městských čtvrtí mají tyto čtvrtě čísla 45–48.

## Pamětihodnosti
Církevní stavby
- Kostel Notre-Dame-de-la-Nativité de Bercy
- Kostel Saint-Antoine-des-Quinze-Vingts – kostel z let 1902–1903
- Kostel Neposkvrněného početí Panny Marie – novogotický kostel z roku 1875
- Kostel svatého Ducha

Ostatní památky
- Opéra Bastille
- Palais omnisports de Paris-Bercy
- Červencový sloup

Muzea a kulturní instituce
- Cité nationale de l'histoire de l'immigration – muzeum imigrace umístěné v budově Palais de la Porte Dorée, která byla postavena v roce 1931 u příležitosti koloniální výstavy. Dříve zde sídlilo Národní muzeum umění Afriky a Oceánie (Musée national des Arts d'Afrique et d'Océanie), které bylo přesunuto do Musée du quai Branly.
- Cinémathèque française
- Musée des Arts forains – muzeum poutí a kolotočů

Zajímavá prostranství
- Bassin de l'Arsenal
- Bois de Vincennes
- Promenade plantée
- Place de la Nation
- Place de la Bastille
- Parc de Bercy

## 12. obvod v kultuře
Jeden z románů o soukromém detektivovi Nestoru Burmovi spisovatele Léo Maleta Casse-pipe à la Nation se odehrává v 12. obvodu.